# Greta Fernández
Greta Fernández Berbel (Barcelona, 4 de febrero de 1995) es una actriz española, reconocida principalmente por protagonizar las películas Elisa y Marcela y La hija de un ladrón, además de participar en otros largometrajes como Asamblea y La próxima piel.

## Biografía
Fernández nació en la ciudad de Barcelona en 1995, hija del actor Eduard Fernández y de la escritora Esmeralda Berbel. Inició su carrera como actriz en la década de 2000, apareciendo en su niñez en producciones como Ficción y Tres dies amb la familia. En la década de 2010 logró reconocimiento en el cine y la televisión de España, integrando el elenco de series de televisión como Olor de colonia, La Riera, Cuéntame y Sé quién eres, además de protagonizar varios cortometrajes.
Luego de actuar en filmes como La próxima piel, Amar, La enfermedad del domingo y No sé decir adiós, logró reconocimiento internacional al protagonizar la película de 2019 Elisa y Marcela, interpretando el papel de Marcela. La película, estrenada en la plataforma Netflix, relata la historia real de una pareja homosexual que logró casarse en 1901 cuando Elisa se hizo pasar por hombre. Ese mismo año figuró en los largometrajes Asamblea, Pessoas, dirigida por Arturo Dueñas, y La hija de un ladrón, recibiendo una nominación en los Premios Goya 2020 por su participación en esta última película, entre otros importantes galardones.

## Filmografía

### Cine
| Año  | Título                          | Papel          | Notas               |
| ---- | ------------------------------- | -------------- | ------------------- |
| 2006 | Ficción                         | Andrea         |                     |
| 2009 | Tres dies amb la família        | Bet            |                     |
| 2011 | Tachenko: Mediterráneo          |                | Corto               |
| 2013 | Mancharnos                      |                | Corto               |
| 2013 | El fin del mundo será en Brasil | Ana            | Corto               |
| 2014 | Álex                            | Álex           | Corto               |
| 2014 | Tahití                          | Julia          | Corto               |
| 2014 | Con la boca cerrada             | Emma           | Corto               |
| 2015 | Intenciones                     |                | Corto               |
| 2015 | Truman                          |                | Corto               |
| 2015 | Embers                          | Miranda        |                     |
| 2016 | La próxima piel                 | Clara          |                     |
| 2017 | Amar                            | Lola           |                     |
| 2017 | No sé decir adiós               | Gloria         |                     |
| 2017 | Proyecto tiempo                 | Mujer policía  | Segmento "La llave" |
| 2017 | La inútil                       | Lili           | Corto               |
| 2018 | La enfermedad del domingo       | Greta          |                     |
| 2019 | Crime                           |                | Corto               |
| 2019 | Elisa y Marcela                 | Marcela        |                     |
| 2019 | Asamblea                        |                |                     |
| 2019 | La hija de un ladrón            | Sara           |                     |
| 2019 | Pessoas                         | Greta          |                     |
| 2023 | Unicorns                        | Isa            |                     |
| 2023 | El frío que quema               | Sara           |                     |
| 2023 | Teresa                          | Teresa (joven) |                     |
| 2024 | Cuckoo                          | Trixie         |                     |

### Televisión
| Año  | Título          | Papel             | Notas |
| ---- | --------------- | ----------------- | ----- |
| 2012 | Olor de colonia | Celia             |       |
| 2011 | La Riera        | Bet               |       |
| 2017 | Sé quién eres   | Vero              |       |
| 2018 | Matar al padre  | Valeria           |       |
| 2019 | Cuéntame        | Lola/Laia         |       |
| 2019 | Foodie Love     | Greta             |       |
| 2021 | 30 monedas      | Cristina Miralles |       |
| 2022 | Santo           | Susi              |       |

### Videoclips
| Año  | Título                                 |
| ---- | -------------------------------------- |
| 2016 | C. Tangana - Persiguiéndonos           |
| 2019 | Leïti Sene - Mmm tkm                   |
| 2021 | C. Tangana, Omar Apollo - Te Olvidaste |

## Premios
| Año  | Evento                                              | Película             | Categoría                         | Resultado |
| ---- | --------------------------------------------------- | -------------------- | --------------------------------- | --------- |
| 2015 | Other Worlds Austin Film Festival                   | Embers               | Mejor actriz                      | Ganadora  |
| 2017 | Premios Gaudí                                       | La próxima piel      | Mejor actriz de reparto           | Nominada  |
| 2019 | Festival de Cine de Tesalónica                      | La hija de un ladrón | Mejor actriz                      | Ganadora  |
| 2019 | Festival de Cine de San Sebastián                   | La hija de un ladrón | Mejor actriz                      | Ganadora  |
| 2020 | Premios Sant Jordi                                  | La hija de un ladrón | Mejor actriz en película española | Nominada  |
| 2020 | Premios José María Forqué                           | La hija de un ladrón | Mejor actriz                      | Nominada  |
| 2020 | Premios Goya                                        | La hija de un ladrón | Mejor actriz protagónica          | Nominada  |
| 2020 | Premios Gaudí                                       | La hija de un ladrón | Mejor protagonista femenina       | Nominada  |
| 2020 | Premios Días de Cine                                | La hija de un ladrón | Premio "Ha nacido una estrella"   | Ganadora  |
| 2020 | Premios Feroz                                       | La hija de un ladrón | Mejor actriz protagónica          | Nominada  |
| 2020 | Medallas del Círculo de Escritores Cinematográficos | La hija de un ladrón | Mejor actriz revelación           | Ganadora  |
| 2020 | Medallas del Círculo de Escritores Cinematográficos | La hija de un ladrón | Mejor actriz                      | Nominada  |
| 2020 | Premios Fotogramas de Plata                         | La hija de un ladrón | Mejor actriz de cine              | Nominada  |
| 2020 | Unión de Actores de España                          | Elisa y Marcela      | Mejor actriz                      | Nominada  |